# شیشلی
شیشلی (ترکی استانبولی: Şişli) از ناحیه‌های قسمت اروپایی استانبول که در استان استانبول از ناحیه مرمره قرار گرفته‌است. طبق آخرین سرشماری به سال ۲۰۱۲ میلادی این ناحیه ۳۱۸٬۲۱۷ نفر جمعیت دارد.
این ناحیه در قرن ۱۷ چیزی جز قبرستان نبود و ساختمان‌های کمی در آنجا وجود داشت. ولی به مرور زمان و در قرن ۱۸ مزارع جو و باغ‌های گوناگونی در آنجا پدید آمد و شکل و شمایل شیشلی را تغییر داد. سپس در قرن ۱۹ پیشرفت قابل ملاحظه‌ای در منطقه شیشلی شکل گرفت و چندین کارخانه و بیمارستان در آنجا احداث شد. در نهایت مهاجرین غیرمسلمان بسیاری در این بخش از شهر ساکن شدند و این ناحیه رنگ و بویی تازه به خود گرفت.
دیدنی های شیشلی:
•خانه آتاترک
منطقه شیشلی شهر استانبول جاذبه‌های متعددی را در خود جای داده که حسابی پرطرفدارند. یکی از دیدنی‌های ترکیه در این ناحیه خانه آتاترک است که امروزه به موزه تبدیل شده است. این بنا در سال ۱۹۰۸ ساخته شده است و در حال حاضر آثاری از زندگی مهم‌ترین رهبر ترکیه را در خود حفظ کرده است.
•کلیساهای شیشلی
شیشلی به دلیل اینکه برای سال‌های متمادی محل زندگی غیرمسلمانان بوده کلیساها و صومعه‌های زیادی را در خود جای داده است. از معروف‌ترین این کلیساها می‌توان به کلیسای پیتر و پائول، کلیسای سنت بنو، کلیسای لوتران و کلیسای سنت پیتر اشاره کرد که بازدید از اکثر آن‌ها رایگان است. 
•موزه ارتش
یکی دیگر از محبوب‌ترین دیدنی های استانبول در منطقه شیشلی موزه ارتش است که به راحتی می‌توان از میدان تکسیم خود را به آنجا رساند. این موزه در سال ۱۹۵۰ آغاز به کار کرده است و با حفظ و نگهداری ابزار جنگی جایی جالب برای بازدید و گرفتن عکس‌های یادگاری است. در موزه ارتش استانبول می‌توانید انواع تانک، خمپاره و هلیکوپترهای جنگی ببینید و سری هم به چادرهای نظامیان حکومت عثمانی بزنید. همچنین در بعضی اوقات موسیقی و مارش نظامی در آنجا نواخته می‌شود و می‌توانید سربازان پیاده را با یونیفرم‌های مخصوص ببینید.
•قصر ایلامور
یکی دیگر از دیدنی های ترکیه که در منطقه شیشلی شهر استانبول قرار دارد، قصر ایلامور نامیده می‌شود. این کاخ رویایی دو عمارت به نام‌های میراسیم و میات در خود جای داده که با الهام از معماری اروپایی طراحی شده‌اند. البته در ساخت قصر ایلامور از ویژگی‌های معماری ترکی قرن۱۹ نیز استفاده شده که جلوه‌ای خاص به آن بخشیده است. 
•مسجد تشویکیه
اگر روزی بخت با شما یار شد و به استانبول سفر کردید، بازدید از مسجد تشویکیه در شیشلی را فراموش نکنید. این مکان مذهبی به دستور سلطان عبدالمجید اول و به سبک نئو باروک ساخته شده است. در ورودی مسجد تشویکیه ستون‌های سفیدرنگی قرار دارند که جلوه‌ای خاص و باشکوه ایجاد کرده‌اند. همچنین در آنجا تزئینات به کاررفته‌ای می‌بینید که جذابیت بصری دلفریبی به وجود آورده‌اند و منظره‌ای رویایی برای عکاسی خلق کرده‌اند.

## نگارخانه

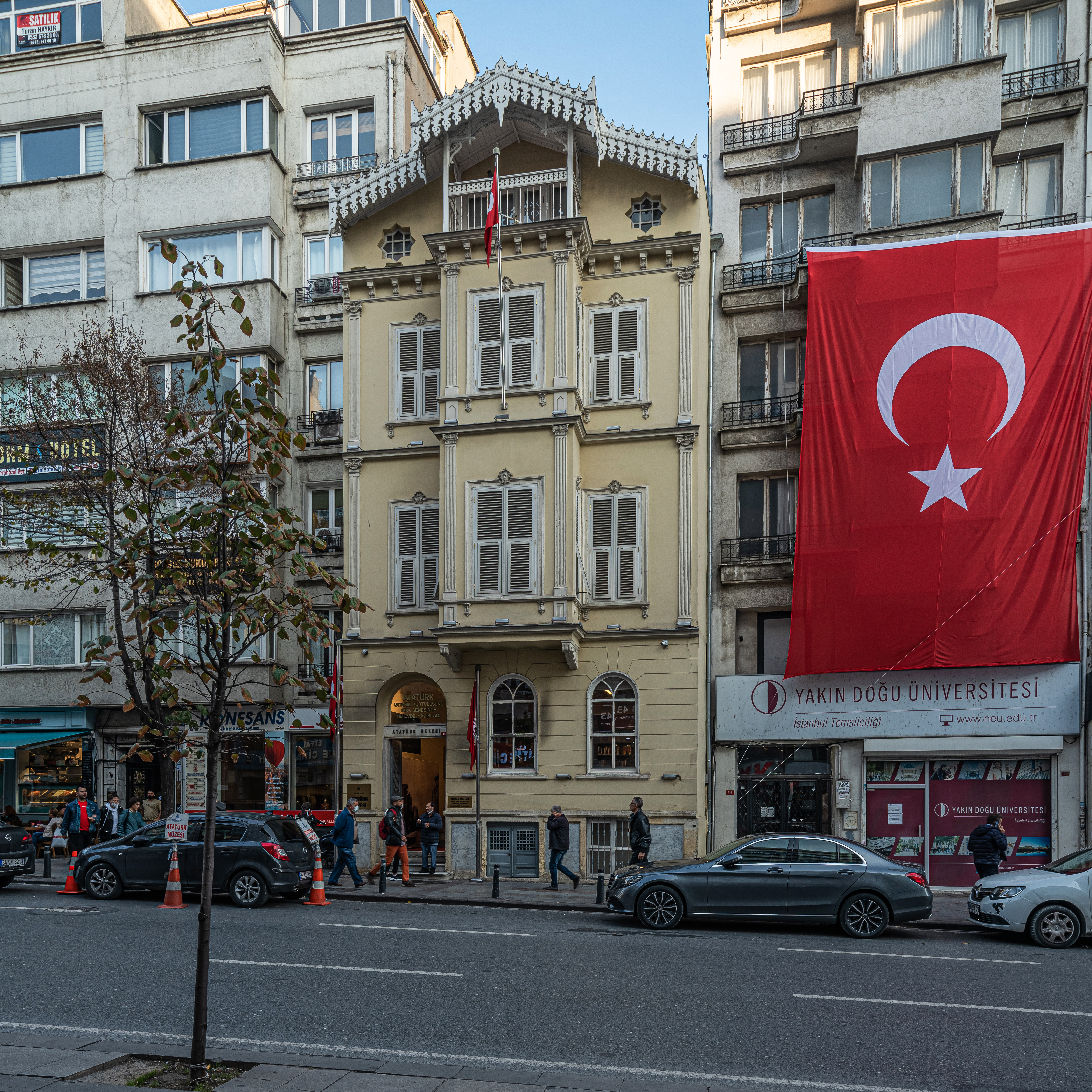
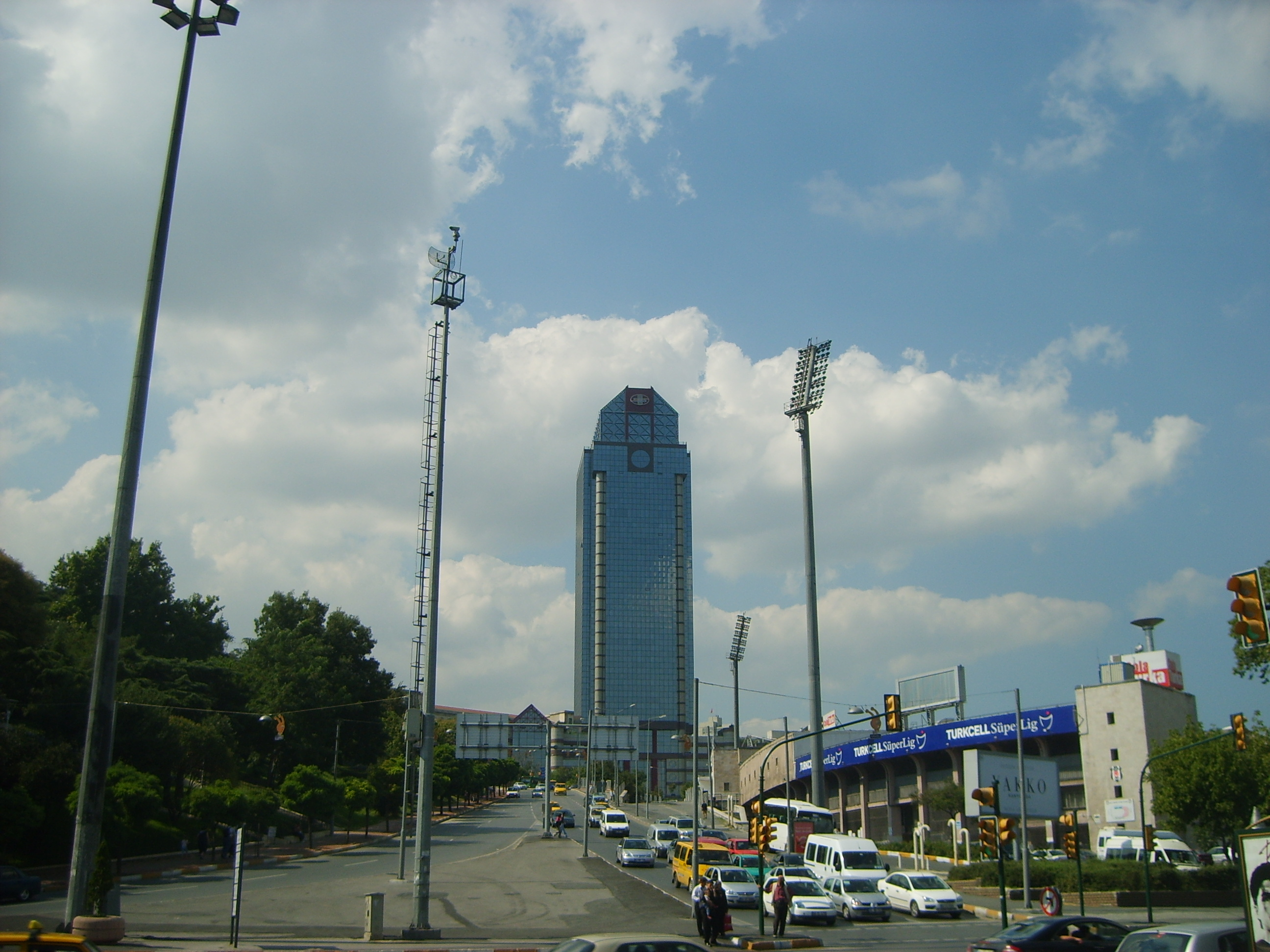
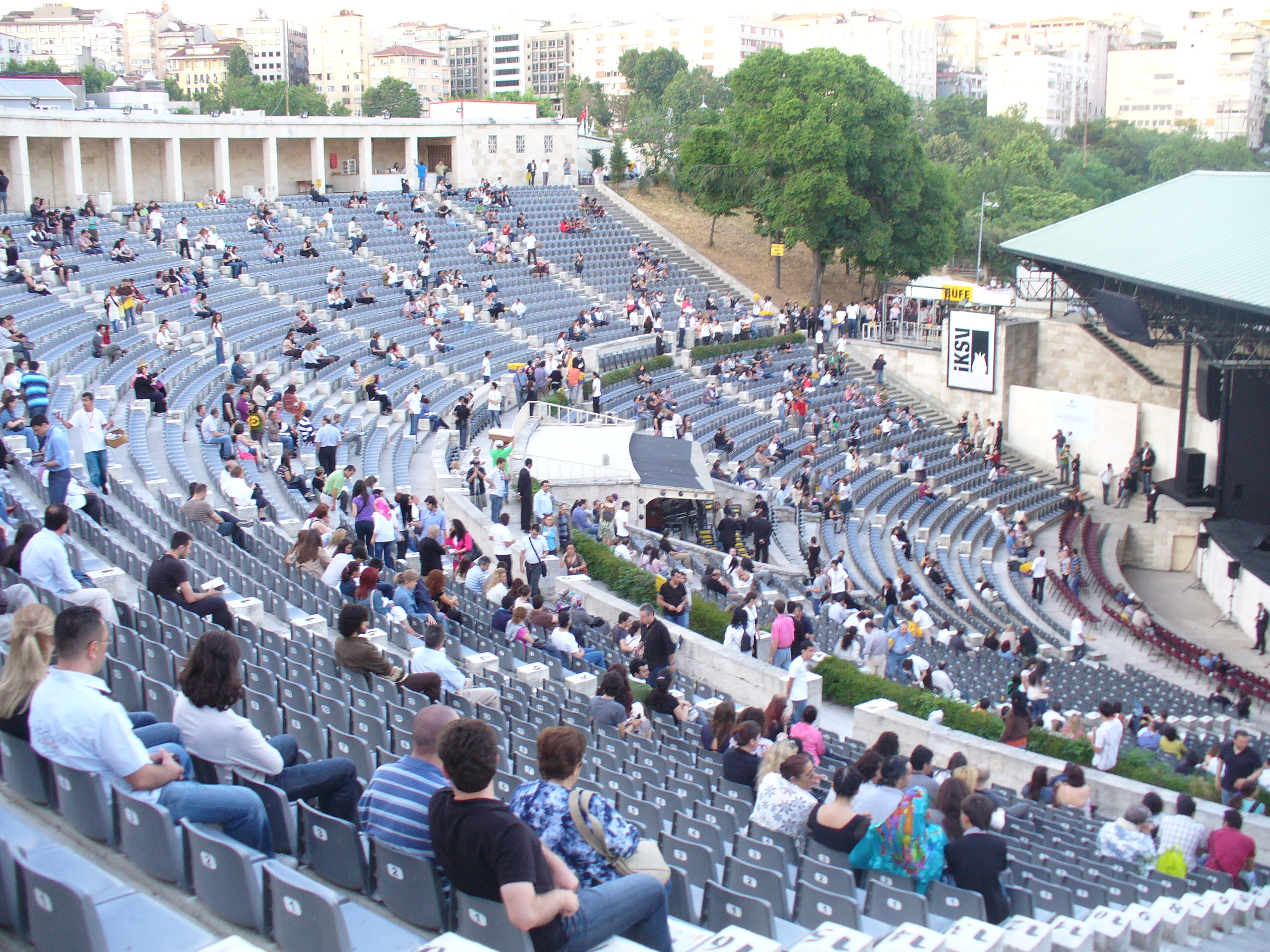
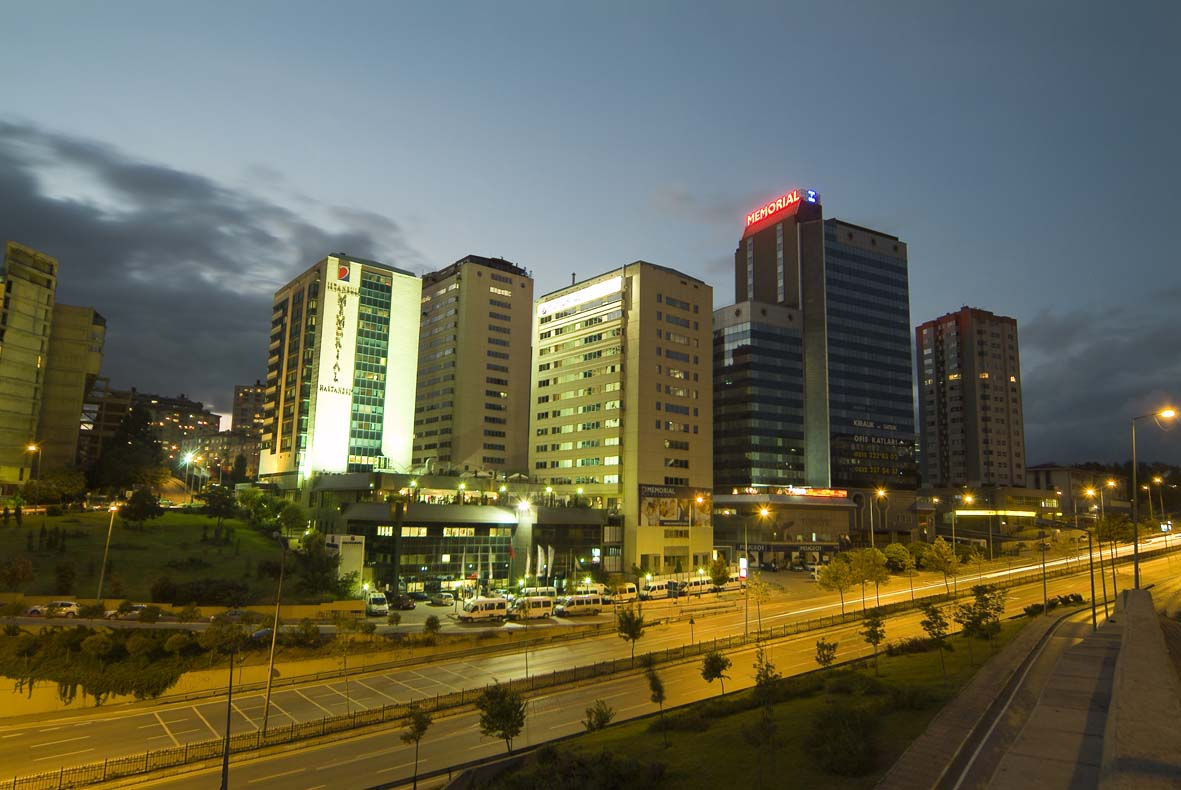